# یمن در المپیک تابستانی ۲۰۲۴
کاروان المپیکی یمن، یکی از کاروان‌های شرکت‌کننده در بازی‌های المپیک تابستانی ۲۰۲۴ بود که از ۲۶ ژوئیه تا ۱۱ اوت ۲۰۲۴  (۵ تا ۲۱ امرداد ۱۴۰۳ خورشیدی) به میزبانی پاریس، پایتخت فرانسه برگزار شد، شرکت کرد. این نهمین حضور این کشور در بازی‌های المپیک تابستانی از زمان اولین حضور رسمی آنها به عنوان یک کشور متحد شمال و جنوب یمن در سال ۱۹۹۲ خواهد بود.
یمن در این دوره هیچ مدالی کسب نکرد و در رتبه‌بندی کلی المپیک قرار نگرفت.

## شرکت‌کنندگان
| ورزش        | مردان | زنان | مجموع |
| ----------- | ----- | ---- | ----- |
| دو و میدانی | ۱     | ۰    | ۱     |
| جودو        | ۱     | ۰    | ۱     |
| تیراندازی   | ۰     | ۱    | ۱     |
| شنا         | ۱     | ۰    | ۱     |
| مجموع       | ۳     | ۱    | ۴     |

## دو و میدانی
| ورزشکار     | رویداد  | Heat  | Heat | شانس مجدد   | شانس مجدد   | نیمه نهایی  | نیمه نهایی  | فینال       | فینال       |
| ورزشکار     | رویداد  | نتیجه | رتبه | نتیجه       | رتبه        | نتیجه       | رتبه        | نتیجه       | رتبه        |
| ----------- | ------- | ----- | ---- | ----------- | ----------- | ----------- | ----------- | ----------- | ----------- |
| سمیر الیفای | ۱۰۰ متر | ۱۱٫۵۴ | ۴۰   | پیشروی نکرد | پیشروی نکرد | پیشروی نکرد | پیشروی نکرد | پیشروی نکرد | پیشروی نکرد |

## جودو
| ورزشکار   | رویداد           | یک شصت و چهارم نهایی       | یک سی و دوم نهایی | یک شانزدهم نهایی | یک چهارم نهایی | نیمه نهایی  | شانس مجدد   | فینال/ برنز | فینال/ برنز |
| ورزشکار   | رویداد           | رقیب نتیجه                 | رقیب نتیجه        | رقیب نتیجه       | رقیب نتیجه     | رقیب نتیجه  | رقیب نتیجه  | رقیب نتیجه  | رتبه        |
| --------- | ---------------- | -------------------------- | ----------------- | ---------------- | -------------- | ----------- | ----------- | ----------- | ----------- |
| هشام مکبر | ۶۱ کیلوگرم مردان | مک کنزی (JAM) · باخت ۰۰–۱۰ | عدم راهیابی       | عدم راهیابی      | عدم راهیابی    | عدم راهیابی | عدم راهیابی | عدم راهیابی |             |

## تیراندازی
| ورزشکار       | رویداد                  | مقدماتی | مقدماتی | فینال       | فینال       |
| ورزشکار       | رویداد                  | امتیاز  | رتبه    | امتیاز      | رتبه        |
| ------------- | ----------------------- | ------- | ------- | ----------- | ----------- |
| یاسمین الریمی | تپانچه بادی ۱۰ متر زنان | ۵۵۹     | ۴۰      | عدم راهیابی | عدم راهیابی |

## شنا
| ورزشکار   | رویداد               | گروه    | گروه | نیمه نهایی  | نیمه نهایی  | فینال       | فینال       |
| ورزشکار   | رویداد               | زمان    | رتبه | زمان        | رتبه        | زمان        | رتبه        |
| --------- | -------------------- | ------- | ---- | ----------- | ----------- | ----------- | ----------- |
| یوسف ناصر | ۱۰۰ متر پروانه مردان | ۱:۰۸٫۷۲ | ۴۰   | پیشروی نکرد | پیشروی نکرد | پیشروی نکرد | پیشروی نکرد |